# 靈林 (蒙大拿州)
靈林（英語：Ringling）是位於美國蒙大拿州馬爾縣的非建制地區。

## 歷史
靈林的郵局自1911年營運至今。

## 地理
靈林所處的海拔為高於海平面1616米（即5302英呎），而該地所採用的時區為UTC-6，即北美山地時區（MST）。同時該地設有夏令時間，為UTC-7調快一小時，即UTC-6（MDT）。